# Домінік Філіу
Домінік Філіу (англ. Dominic Filiou, нар. 14 лютого 1977, Канада — пом. 2 січня 2019) — колишній канадський стронгмен. Відомий своїми виступами на змаганні Найсильніша Людина Світу у 2005-му, 2006-му і 2007-му роках. Найкраще досягнення у кар'єрі - третє місце у фіналі в 2005-му році. У 2007-му переміг у змаганні за звання Найсильнішої Людини Канади. Він перший хто зумів перемогти Уго Жерара (спортсмен не встиг оговтатись від травми коліна). 